# دون فرنسيسكو
دون فرنسيسكو (بالإنجليزية: Don Francisco)‏ هو كاتب أغاني وموسيقي وملحن أمريكي، ولد في 28 فبراير 1946 في لويفيل في الولايات المتحدة.

## وصلات خارجية
- الموقع الرسمي
- دون فرنسيسكو على موقع ميوزك برينز (الإنجليزية)
- دون فرنسيسكو على موقع أول ميوزيك (الإنجليزية)
- دون فرنسيسكو على موقع ديسكوغز (الإنجليزية)